# اقتحام مستشفى العرضي
قام مسلحون باقتحام مستشفى العرضي الذي يقع داخل مجمع وزارة الدفاع اليمنية، متنكرين بلباس عسكري ويحملون أسلحة خفيفة ومتوسطة، في يوم الخميس 5 ديسمبر 2013، مدعومين بسيارات تحمل متفجرات، ومعهم انتحاريين، ولم يتجه المسلحون لاقتحام مبنى وزارة الدفاع واتجهوا لمبنى المستشفى.
وتناقلت وسائل إعلامية عن أن العملية كانت تستهدف اغتيال الرئيس عبد ربه منصور هادي الذي كان يقوم بزيارة للمستشفى  واعتقلت السلطات اليمنية قياديين خططا للعملية خارج العاصمة صنعاء بعد فرارهم من مكان العملية.
وأسفرت العملية عن مقتل 56 شخصا غالبيتهم من الأطباء والممرضات، وإصابة 176 آخرين بجروح، وذلك حسب آخر معلومات أعلنت عنها اللجنة الأمنية العليا في اليمن، ومن بين القتلى طبيبان ألمانيان وآخران فيتناميان وممرضتان فيليبينيتان وأخرى هندية. وكشفت وزارة الدفاع اليمنية أيضا، عبر موقعها على الإنترنت «26 سبتمبر نت»، أن قريبا للرئيس عبد ربه منصور هادي لقي حتفه جراء الهجوم.
وقالت وزارة الدفاع فجر يوم الجمعة إنها استعادت السيطرة بالكامل على مجمع الوزارة في صنعاء بعد يوم من الهجوم بعد محاصرة المسلحين داخل مباني المستشفى والقضاء عليهم، وذكر رئيس هيئة الأركان العامة للجيش اليمني اللواء الركن أحمد علي الأشول في تقرير أولي قدمه إلى الرئيس عبد ربه منصور هادي الجمعة إن ما يقدر باثني عشر مسلحا معظمهم سعوديين شاركوا في الهجوم وقتلوا جميعا.
وتناقلت العديد من المصادر الإعلامية تبنى ما يسمى بـ «تنظيم القاعدة في جزيرة العرب» يوم الجمعة 6 ديسمبر 2013 الهجوم، في بيان نشره حساب يتبع التنظيم في موقع التواصل الاجتماعي تويتر. وأعلنت القاعدة أنه تم توجيه «ضربة قاسية» لوزارة الدفاع اليمنية «بعدما ثبت أن المجمع يحوي غرفا للتحكم بالطائرات دون طيار ويتواجد فيه عدد من الخبراء الأمريكان»، لكن وزيرا بالحكومة ألقى باللوم في الهجوم على أنصار للرئيس السابق علي عبد الله صالح حسب البي بي سي.
ونشر موقع الملاحم  الذي ينشر مواداً متعلقة بالتنظيم مقطعا مرئيا لقاسم الريمي في 21 ديسمبر، أحد قيادي التنظيم، يقول فيه بيانًا قدم فيه اعتذارًا حيث قال: «نتقدم باعتذارنا وتعازينا لقد أخطأنا ونتحمل الذنب والمسؤولية».

## الأحداث
قام المسلحون باقتحام البوابة الغربية ل«مجمع العرضي» بسيارة ملغومة نوع هيلوكس تحمل 500 كيلو من التي ان تي بعد الاشتباك مع الجنود في البوابة، ثم اتجهت من البوابة الخارجية إلى أمام بوابة مستشفى العرضي وتم تفجيرها، قتل في الانفجار عدد من المهاجمين وعدد من المارة وأحرقت عدد من السيارات، واتجه مجموعة من المسلحين نحو المستشفى وقاموا بقتل ضباط وأفراد أمن وأطباء وممرضين يمنيين وأجانب حسب تقرير اللجنة المكلفة بالتحقيق الذي رفع لرئيس الجمهورية.
وتحركت مجموعة أخرى من المسلحين يحملون أسلحة شخصية وقنابل متفجرة، نحو مبنى المختبر والعيادات الخارجية وتمكنوا من الوصول إلى الدور الثاني من البوابة الشرقية والسيطرة عليه.
وتبعت سيارة أخرى الأولى، وفتح من بداخلها النار على مقر الوزارة، ثم تبادل مسلحين يرتدون الزي العسكري إطلاق النار مع أفراد داخل الوزارة، واحتل المسلحون مستشفى في مجمع العرضي، قبل أن تستعيد قوات الأمن السيطرة على المبنى الذي لحقت به أضرار بالغة.

## الخسائر
قتل في هذه الأحداث 56 شخصاً وجرح 215 آخرين، بينهم جنود وضباط وضباط صف وقضاة وأطباء وممرضين ومواطنين، حسب إحصائية اللجنة المكلفة بالتحقيق.
| الجنسية  | القتلى |
| -------- | ------ |
| اليمن    | 20+    |
| بنغلاديش | 7      |
| ألمانيا  | 2      |
| فيتنام   | 2      |
| الهند    | 1      |

## ردود الفعل

### استقالة مدير المستشفى
استقال مدير المستشفى من منصبه احتجاجا على بث السلطات الأمنية المكلفة بالتحقيق لمقاطع فيديو تظهر كيف تم الاقتحام وكيف تم الإجهاز على الجرحى بالقنص وإلقاء قنابل يدوية عليهم 

### منظمات
- مجلس الأمن: دان مجلس الأمن الدولي بأشد العبارات الهجوم على مستشفى مجمع وزارة الدفاع، مما أدى إلى سقوط العديد من القتلى والجرحى. جاء ذلك في بيان أصدره المجلس وتلاه الرئيس الدوري للمجلس مندوب فرنسا لدى الأمم المتحدة جيرار آرو.[14]
- الاتحاد الأوروبي: أعلن الاتحاد الأوروبي عن إدانته بشدة الاعتداء الذي استهدف امس مستشفى مجمع الدفاع في العاصمة صنعاء وأودى بحياة الكثير من الأرواح، بما في ذلك مواطنين من الاتحاد الأوروبي فضلا عن إصابة العشرات.[15]

### دول
- الولايات المتحدة : وصفت ماري هارف، نائبة المتحدث باسم وزارة الخارجية الأمريكية، الهجوم بأنه «قتل وجرح للعشرات بلا أي شعور.» وأشارت، في مؤتمر صحفي، إلى أن واشنطن «تقف مع اليمن ضد هذا العنف وستبقى ملتزمة التزاما صارما بمساندة الشعب اليمني في سعيه السلمي لمواصلة الانتقال الديمقراطي في بلاده.» [3]
  - رفع الجيش الأمريكي حالة تأهب قواته في المنطقة بعد الهجوم المنسق على الوزارة.[4]
- الصين : دانت جمهورية الصين الشعبية بشدة الهجوم الذي استهدف امس مستشفى مجمع وزارة الدفاع بصنعاء وأسفر عن مقتل وإصابة العشرات من الأشخاص، وأكدت وزارة الخارجية الصينية في بيان أصدرته وقوف الصين إلى جانب اليمن في حربه ضد الإرهاب.[16]
- فرنسا : دان رئيس الجمهورية الفرنسية فرنسوا هولاند بشدة الهجوم الذي استهدف مستشفى مجمع وزارة الدفاع بصنعاء وأسفر عن مقتل وإصابة العديد من الأشخاص.[17]
- ألمانيا : نعى وزير الخارجية الألماني غيدو فيسترفيله في بيان مقتل الطبيبين الألمانيين، قائلا: «يحزنني أن أعلن لكم عن مقتل اثنين من المواطنين الألمان خلال هجمات إرهابية وقعت في صنعاء العاصمة اليمنية». وأضاف أن «الألمانيين كانا موظفين في المكتب الألماني للتعاون الدولي والتنمية».
- تركيا : بعث الرئيس عبد الله غول رئيس الجمهورية التركية برقية عزاء ومواساة للرئيس اليمني في ضحايا الاعتداء [18]
- اليابان : نشعر بالصدمة والغضب الشديدين جراء العمل الإرهابي المستهدف لمستشفى وزارة الدفاع اليمنية.[19]
- الإمارات العربية المتحدة : أعلنت الإمارات العربية المتحدة عن إدانتها الشديدة للهجوم الذي استهدف مقر وزارة الدفاع اليمنية في صنعاء وأسفر عن سقوط عشرات الضحايا.[20]